# Black Creek Fire Lookout Tower
Pour les articles homonymes, voir Black Creek (homonymie).
La Black Creek Fire Lookout Tower – ou Grassy Knob Lookout Tower – est une tour de guet du comté de Scott, dans le Tennessee, aux États-Unis. Construite en 1951, elle est inscrite au Registre national des lieux historiques depuis le 15 novembre 2017.